# Wawona Hotel
Het Wawona Hotel is een historisch hotel in Yosemite National Park in de Amerikaanse staat Californië. Het bevindt zich op zo'n zes kilometer van de zuidelijke parkingang en ligt tussen de Mariposa Grove en de Yosemite Valley. Sinds 1987 is het erkend als National Historic Landmark.

## Beschrijving
Het Wawona Hotel is een van de oudste bergresorts in Californië en een klassieker van de resorts uit de victoriaanse periode. Het hotel in laat-victoriaanse stijl werd in 1876 gebouwd voor de toeristen die naar de Mariposa Grove kwamen. Het is nog steeds een hotel en een van de weinige binnen de grenzen van het nationaal park. Er zijn 104 gastenkamers, verspreid over zes gebouwen, die stuk voor stuk ingericht zijn in een klassieke Europees-geïnspireerde stijl met antiek meubilair. De gebouwen zijn aan alle kanten omringd door veranda's. Er zijn geen telefoons of televisietoestellen in het Wawona Hotel. Mede daardoor, en door de rustige ligging, is het Wawona Hotel een favoriet van bezoekers die van een ontspannende omgeving houden.
Tegenover het hotel ligt de Wawona Golf Course met negen holes. Het is de enige golfbaan in Yosemite National Park en een van de weinige in het hele National Park System. De golfbaan bestaat sinds 1918 en is daarmee bovendien de oudste in de Sierra Nevada.

## Thomas Hill
De Amerikaanse kunstschilder Thomas Hill van de Hudson River School verbleef op het einde van zijn leven in het Wawona Hotel. Hij gebruikte het hotelpaviljoen als zijn schilderatelier. Hill maakte verschillende monumentale schilderijen van het landschap in Yosemite.